# NGC 1147
NGC 1147 is een niet bestaand object in het sterrenbeeld Eridanus. Het hemelobject werd in 1886 ontdekt door de Amerikaanse astronoom Frank Muller.